# 박장호
박장호(朴長浩, 1859년 ~ 1921년)는 한국의 독립운동가이다. 경기도 가평군 북면.

## 생애
1905년 을사늑약이 체결되어 국권이 침탈되자 1906년 홍천(洪川)에서 거의하여 관동(關東)의병의 영도자로서 활약하였으며, 1907년 운강 이강년(雲岡李康 )과 함께 연합하여 계속 일군과 대전하였다. 1910년 일제에 조국이 강점되어 국내에서의 항쟁이 불가능해지자 계속적인 투쟁을 위하여 만주로 망명하였다.
1919년 3·1독립운동이 일어나 국내로부터 도만해오는 청년들이 수십만에 이르자 동년 4월 15일 각지에 산재해 있는 의병 영수,유림 수뇌, 보약사(保約社)대표, 농무계(農務契), 포수단(砲手團) 대표 등 560여명이 유하현 삼원보 서구대화사(柳河縣三源堡西溝大花斜)에 회집하여 종래의 개별적인 행동을 지양하고 단일체로 통합하여 체계화한 항전을 전개하고자 대한독립단(大韓獨立團)을 조직하고 독립선언문을 발표하였다. 이때 그는 대한독립단의 최고책임자인 도총재(都總裁)에 추대, 부총재 온당 백삼규(溫堂白三奎), 총단장 조맹선(趙孟善), 군사부장 전덕원(全德元) 등의 간부를 임명하고 결사복국(決死復國)을 위하여 헌신하였다.
이를 위해서 각현(縣)에 지단(支團)·분단(分團)을 설치하고 보민회(保民會), 강립단(强立團) 등 친일단체의 숙청에 노력하였다. 그러나 대한독립단은 년호문제로 기원독립단(紀元獨立團)과 민국독립단(民國獨立團)으로 분열(1920.4)되었는데 그는 전덕원(全德元), 이웅해(李雄海), 김평식(金平植) 등과 같이 기원독립단 즉 구왕조(舊王朝)에 충성하는 복벽운동(復酸運動)에 주력하는 수구파(守舊派)에 속하였다.
그러나 후에는 임시정부와 공동보조를 취하게 되어 1920년 8월 군사활동을 단일화시키기 위한 광복군사령부(光復軍司令部)가 설립되자, 이에 합류하였다. 그러나 독립운동을 총지휘하던 그는 일제가 파견한 밀정에 의하여 이역 땅에서 암살되었다.

## 사후
- 대한민국 정부는 고인의 공훈을 기리기 위하여 1962년 건국훈장 독립장을 추서하였다.

## 참고자료
- 국가보훈처 독립유공자 공훈록